# Bladtjärnen (Åsele socken, Lappland)
Bladtjärnen är en sjö i Åsele kommun i Lappland och ingår i Ångermanälvens huvudavrinningsområde. Sjön har en area på 0,101 kvadratkilometer och ligger 333,9 meter över havet.

## Delavrinningsområde
Bladtjärnen ingår i det delavrinningsområde (711362-158233) som SMHI kallar för Utloppet av Bladtjärnen. Medelhöjden är 355 meter över havet och ytan är 1,32 kvadratkilometer. Det finns inga avrinningsområden uppströms utan avrinningsområdet är högsta punkten. Vattendraget som avvattnar avrinningsområdet har biflödesordning 4, vilket innebär att vattnet flödar genom totalt 4 vattendrag innan det når havet efter 214 kilometer. Avrinningsområdet består mestadels av skog (80 procent). Avrinningsområdet har 0,1 kvadratkilometer vattenytor vilket ger det en sjöprocent på 7,7 procent.